# Liste der Baudenkmale in Lüneburg – Lünertorstraße
In der Liste der Baudenkmale in Lüneburg – Lünertorstraße sind Baudenkmale in der Lünertorstraße in der niedersächsischen Stadt Lüneburg aufgelistet. Die Quelle der IDs und der Beschreibungen ist der Denkmalatlas Niedersachsen. Der Stand der Liste ist der 1. Januar 2022.

## Allgemein
In den Spalten befinden sich folgende Informationen:
- Lage: die Adresse des Baudenkmales und die geographischen Koordinaten. Kartenansicht, um Koordinaten zu setzen. In der Kartenansicht sind Baudenkmale ohne Koordinaten mit einem roten Marker dargestellt und können in der Karte gesetzt werden. Baudenkmale ohne Bild sind mit einem blauen Marker gekennzeichnet, Baudenkmale mit Bild mit einem grünen Marker.
- Bezeichnung: Bezeichnung des Baudenkmales
- Beschreibung: die Beschreibung des Baudenkmales. Unter § 3 Abs. 2 NDSchG werden Einzeldenkmale und unter § 3 Abs. 3 NDSchG Gruppen baulicher Anlagen und deren Bestandteile ausgewiesen.
- ID: die Objekt-ID des Baudenkmales
- Bild: ein Bild des Baudenkmales, ggf. zusätzlich mit einem Link zu weiteren Fotos des Baudenkmals im Medienarchiv Wikimedia Commons. Wenn man auf das Kamerasymbol klickt, können Fotos zu Baudenkmalen aus dieser Liste hochgeladen werden:

## Baudenkmale
| Lage                                          | Bezeichnung     | Beschreibung | ID       | Bild           |
| --------------------------------------------- | --------------- | --- | -------- | -------------- |
| Lünertorstraße 1 53° 15′ 5″ N, 10° 24′ 50″ O  | Wohnhaus        | | 30657963 |                |
| Lünertorstraße 2 53° 15′ 4″ N, 10° 24′ 50″ O  | Wohnhaus        | Zum Haus gehört ein Hofflügel mit der ID 30647096 | 30657988 |                |
| Lünertorstraße 3 53° 15′ 4″ N, 10° 24′ 51″ O  | Wohnhaus        | Traufständiges, ursprünglich dreigeschossiges Wohnhaus, Fachwerk mit verputzter Fassade mit zweigeschossiger Auslucht und Vorbau, Satteldach, rückwärtig mit Walmdach, errichtet 1579 (d). Umbauphase 1820er, u.a. mit zweiflügeliger, klassizistischer Tür. 1874 aufgestockt durch Kaufmann M.L.Petersen. Aus der Erbauungszeit sind neben den Traufwänden, Segmentbogennischen in der westlichen Erdgeschosswand, im Inneren der Holzbalkenkeller, Farbbefunde in der Stube im Erdgeschoss und in der ehemaligen Diele erhalten, darunter schwarzes Sichtfachwerk mit Eckblumen. | 30664665 |                |
| Lünertorstraße 4 53° 15′ 4″ N, 10° 24′ 51″ O  | Wohnhaus        | | 30658012 |                |
| Lünertorstraße 5 53° 15′ 4″ N, 10° 24′ 54″ O  | Wohnhaus        | | 30665070 |                |
| Lünertorstraße 53° 15′ 4″ N, 10° 25′ 5″ O     | Eisenbahnbrücke | | 37965804 |                |
| Lünertorstraße 53° 15′ 4″ N, 10° 25′ 12″ O    | Eisenbahnbrücke | | 37965824 |                |
| Lünertorstraße 18 53° 15′ 5″ N, 10° 24′ 51″ O | Wohnhaus        | | 30658037 | Weitere Bilder |
| Lünertorstraße 18 53° 15′ 5″ N, 10° 24′ 51″ O | Hofflügel       | | 30646913 |                |
| Lünertorstraße 19 53° 15′ 5″ N, 10° 24′ 51″ O | Wohnhaus        | Zum Haus gehören ein Hofflügel mit der ID 30648301 und ein Wirtschaftsgebäude mit der ID 30649514 | 30664547 |                |
| Lünertorstraße 20 53° 15′ 5″ N, 10° 24′ 50″ O | Wohnhaus        | | 30664566 |                |
| Lünertorstraße 21 53° 15′ 5″ N, 10° 24′ 50″ O | Wohnhaus        | | 30649976 |                |